# تینا
تینا (به انگلیسی: Thena) با نام واقعی آزورا، یک شخصیت خیالی ابرقهرمان در کتاب‌های کامیک آمریکایی منتشر شده توسط مارول کامیکس است. او یکی از اعضای اترنالز، نژادی متشکل از ابرقهرمانان در مارول کامیکس به‌شمار می‌رود. این شخصیت توسط جک کربی خلق شده‌است؛ که برای اولین بار تحت نام تینا در شمارهٔ ۵ از مجموعه کمیک اترنالز (نوامبر ۱۹۷۶) حضور پیدا کرد.
آنجلینا جولی در دنیای سینمایی مارول و فیلم اترنالز (۲۰۲۱) وظیفه بازی در این نقش را بر عهده دارد.